# Calanus euxinus
Calanus euxinus is een eenoogkreeftjessoort uit de familie van de Calanidae. De wetenschappelijke naam van de soort is voor het eerst geldig gepubliceerd in 1991 door Hulsemann.